# رانی موکرجی
رانی موکرجی (به هندی: रानी मुखर्जी) یک هنرپیشه هندی است که در فیلم‌های هندی زبان سینمای بالیوود کار می‌کند. او به دلیل تطبیق پذیری‌اش مورد توجه قرار گرفته‌است و جوایز متعددی از جمله هفت جایزه جوایز فیلم‌فیر را دریافت کرده‌است. موکرجی در فهرست پردرآمدترین بازیگران زن دهه ۲۰۰۰ حضور داشته‌است.

## زندگی حرفه‌ای
رانی اولین فیلم خود را در سال ۱۹۹۶ با نام (همراهان پادشاه خواهند رسید) بازی کرد که این فیلم چندان مورد توجه مردم قرار نگرفت.
اما در سال ۱۹۹۸ شروع محبوبیت رانی با فیلم (غلام) بود او در این فیلم در کنار عامر خان قرار گرفت و توانست جنبهٔ بازیگری خود را مطرح کند. او سپس در فیلم (داره یه اتفاقایی میفته) بازی کرد و علی‌رغم حضور ستارگانی مثل شاهرخ خان، سلمان خان و کاجول در این فیلم او توانست نقشی ماندگار از خود برجای بگذارد و جایزه بهترین بازیگر نقش مکمل را از آن خود کند.
در سال ۲۰۰۰ در فیلم (هی رام) در کنار شاهرخ خان و کمال حسن و در فیلم (هر دلی که عاشق بشه) به همراه سلمان خان، پریتی زینتا و حضور افتخاری شاهرخ خان ایفای نقش کرد. او همچنین در فیلم (یه وقت عاشق نشی) با همراه سلمان خان همبازی شد.
درسال ۲۰۰۱ درفیلم (گاهی خوشی گاهی غم) حضوری افتخاری ولی پر رنگ داشت. او همچنین بازی درخشانی در فیلم (آهسته و مخفیانه) به همراه سلمان خان و پریتی زینتا داشت.

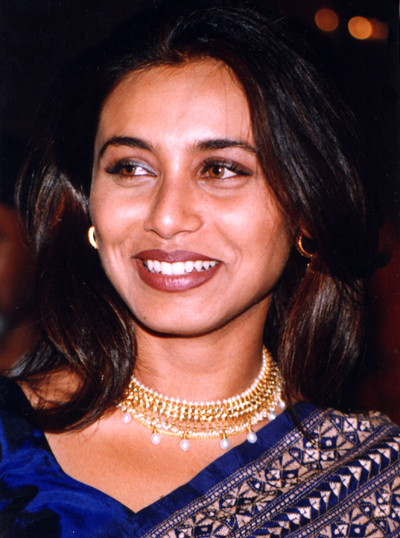
در سال ۲۰۰۱

در سال ۲۰۰۳ در فیلم (آرام آرام) در کنار اجی دیوگن و سونالی بندره بود. در فیلم (قطار کلکته) به همراه آنیل کاپور بازی کرد. در فیلم (با من دوست میشی) در کنار ریتیک روشن و در فیلم (رفته رفته)در کنار شاهرخ خان ایفای نقش کرد.
رانی در سال ۲۰۰۴ در فیلم (من و تو) و (جوانی) و (ویر-زارا) شرکت کرد. او در (من و تو) با سیف علی خان همبازی بود و جایزه بهترین بازیگر زن را گرفت. در فیلم (ویر-زارا)به همراه شاهرخ خان و پریتی زینتا بازی کرد و نامزد بهترین بازیگر نقش مکمل شد. در فیلم (جوانی)با آبهیشک باچان همبازی شد و جایزه بهترین بازیگر نقش مکمل را برد.

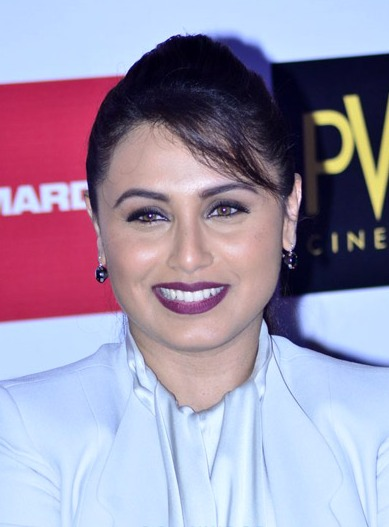
در سال ۲۰۱۴

او در سال ۲۰۰۵ در فیلم (معما) با در کنار شاهرخ خان و جوهی چاولا ایفای نقش کرد. در فیلم (سیاه) هم با آمیتاب باچان و آیشا کاپور همبازی شد.
در سال ۲۰۰۶ فیلم‌های (هرگز نگو خداحافظ) و (بابل) را روی پرده داشت. در (هرگز نگو خداحافظ) با شاهرخ خان و پریتی زینتا و آبهیشک باچان و آمیتاب باچان همبازی شد و (هرگز نگو خداحافظ) تبدیل به یکی از پرفروش‌ترین فیلم‌های سال شد.

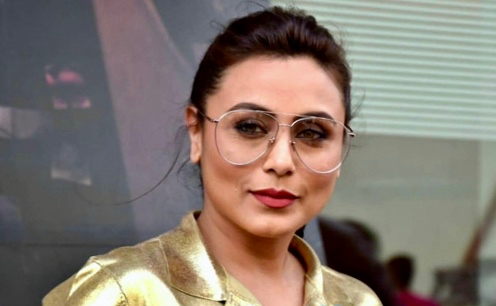
در سال ۲۰۱۹

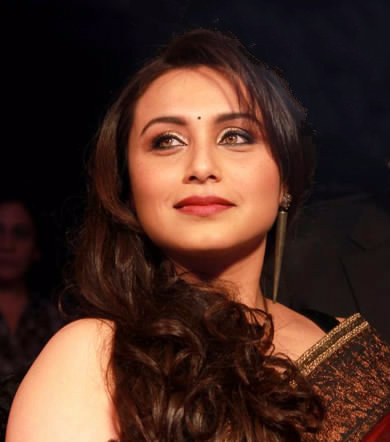
در سال ۲۰۱۳

## فیلم‌شناسی

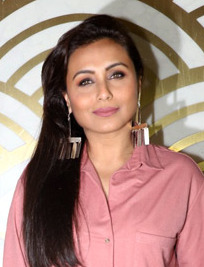
در سال ۲۰۱۹

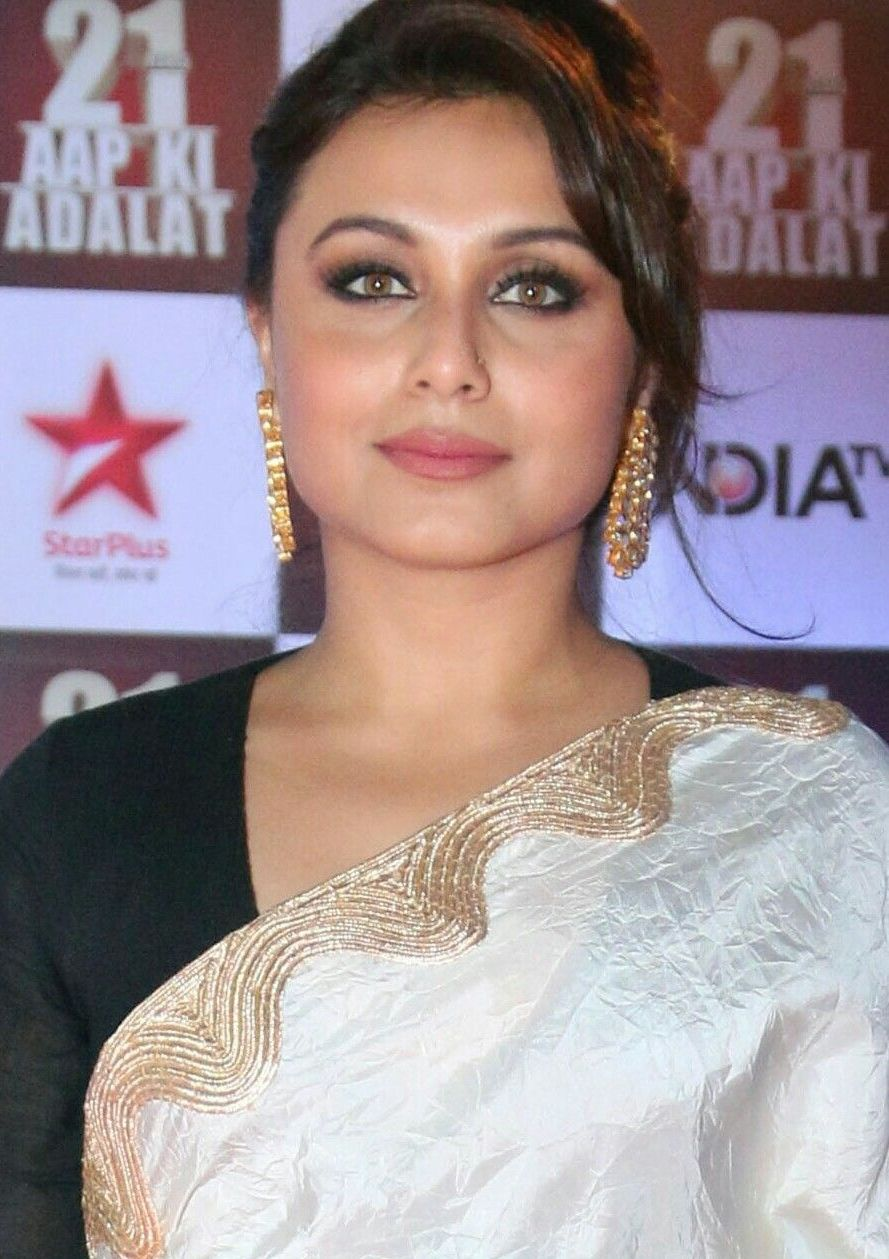
در سال ۲۰۱۴

| سال  | نام فیلم                  | نقش               | بازیگر نقش مقابل      | جوایز و افتخارات                                                                              |
| ---- | ------------------------- | ----------------- | --------------------- | --------------------------------------------------------------------------------------------- |
| ۱۹۹۶ | گل‌های عروسی               | میلی چاترجی       | پروسنجیت چاترجی       |                                                                                               |
| ۱۹۹۶ | سوروسات عروسی راجا می‌آید  | مالا              | شاداب خان             |                                                                                               |
| ۱۹۹۸ | غلام                      | عایشه             | عامر خان              |                                                                                               |
| ۱۹۹۸ | داره یه اتفاقایی میفته    | تینا مالهوترا     | شاهرخ خان             | برنده جایزه فیلم فیر برای بهترین بازیگر نقش مکمل زن                                           |
| ۱۹۹۸ | مهندی                     | پوجا              | فراز خان              |                                                                                               |
| ۱۹۹۹ | قلب                       | خودش              |                       | حضور افتخاری                                                                                  |
| ۱۹۹۹ | سلام برادر                | رانی              | سلمان خانارباز خان    |                                                                                               |
| ۲۰۰۰ | ابر                       | رانی              | بابی دئول             |                                                                                               |
| ۲۰۰۰ | هی رام                    | آپارنا رام        | شاهرخ خان             |                                                                                               |
| ۲۰۰۰ | شورش را درآوردی           | آنجالی خانا       | گوویندا               |                                                                                               |
| ۲۰۰۰ | عقرب                      | کیران بالی        | بابی دئول             |                                                                                               |
| ۲۰۰۰ | هر دلی که عاشق بشه        | پوجا اوبروی       | سلمان خان             | نامزد جایزه فیلم فیر برای بهترین بازیگر نقش مکمل زن                                           |
| ۲۰۰۰ | یه وقت عاشق نشی           | پریا شارما        | سلمان خان             |                                                                                               |
| ۲۰۰۱ | آهسته و مخفیانه           | پریا مالهوترا     | سلمان خان             |                                                                                               |
| ۲۰۰۱ | این فقط یک رؤیای کوچک است | پوجا شریواستاو    | آبیشک باچان           |                                                                                               |
| ۲۰۰۱ | نایاک                     | مانجاری           | آنیل کاپور            |                                                                                               |
| ۲۰۰۱ | گاهی خوشی گاهی غم         | نینا کاپور        | شاهرخ خان             | حضور افتخاری                                                                                  |
| ۲۰۰۲ | عشق دیوانگی است           | پایال             | گوویندا               |                                                                                               |
| ۲۰۰۲ | ممکنه دوستم بشی؟          | پوجا ساهانی       | هرتیک روشن            |                                                                                               |
| ۲۰۰۲ | همدم                      | دکتر سوهانی شارما | شاهرخ خان             | برنده جایزه منتقدان فیلم فیر برای بهترین بازیگر زن-نامزد جایزه فیلم فیر برای بهترین بازیگر زن |
| ۲۰۰۲ | بریم عشق‌بازی کنیم         | ساپنا             | گوویندا               |                                                                                               |
| ۲۰۰۳ | رفته رفته                 | پریا چوپرا        | شاهرخ خان             | نامزد جایزه فیلم فیر برای بهترین بازیگر زن                                                    |
| ۲۰۰۳ | آرام آرام                 | خوشی مالهوترا     | اجی دیوگن             |                                                                                               |
| ۲۰۰۳ | قطار کلکته                | ریما              | آنیل کاپور            |                                                                                               |
| ۲۰۰۳ | شاید فردایی نباشد         | خودش              |                       | حضور افتخاری                                                                                  |
| ۲۰۰۳ | لوک کارگیل                | هِما               | اجی دیوگن             |                                                                                               |
| ۲۰۰۴ | جوانی                     | ساشی بیسواس       | آبیشک باچان اجی دیوگن | برنده جایزه فیلم فیر برای بهترین بازیگر نقش مکمل زن                                           |
| ۲۰۰۴ | من و تو                   | ریا پراکاش        | سیف علی خان           | برنده جایزه فیلم فیر برای بهترین بازیگر زن                                                    |
| ۲۰۰۴ | ویر-زارا                  | سامیه صدیقی       | شاهرخ خان             | نامزد جایزه فیلم فیر برای بهترین بازیگر نقش مکمل زن                                           |
| ۲۰۰۵ | سیاه                      | میشل مک‌نالی       | آمیتاب باچان          | برنده جایزه فیلم فیر بهترین بازیگر زن-برنده جایزه منتقدان فیلم فیر برای بهترین بازیگر زن      |
| ۲۰۰۵ | بانتی و بابلی             | بابلی             | آبیشک باچان           | نامزد جایزه فیلم فیر برای بهترین بازیگر زن                                                    |
| ۲۰۰۵ | معما                      | لاچی              | شاهرخ خان             |                                                                                               |
| ۲۰۰۵ | قیام مانگال پاندی         | هیرا              | عامر خان              |                                                                                               |
| ۲۰۰۶ | هرگز نگو خداحافظ          | مایا تَلوَر         | شاهرخ خانآبیشک باچان  | نامزد جایزه فیلم فیر برای بهترین بازیگر زن                                                    |
| ۲۰۰۶ | بابل                      | میلی کاپور        | سلمان خان             |                                                                                               |
| ۲۰۰۷ | مسابقه زندگی              | رادیکا شکار       | سیف علی خان           |                                                                                               |
| ۲۰۰۷ | روبنده‌ام رنگی شده         | ناتاشا            | آبیشک باچان           | نامزد جایزه فیلم فیر برای بهترین بازیگر زن                                                    |
| ۲۰۰۷ | عشق من                    | گولابجی           | سلمان خان             | نامزد جایزه فیلم فیر برای بهترین بازیگر نقش مکمل زن                                           |
| ۲۰۰۷ | ام شنتی ام                | خودش              |                       |                                                                                               |
| ۲۰۰۸ | کمی عشق، کمی جادو         | گیتا              | سیف علی خان           |                                                                                               |
| ۲۰۰۸ | خداوند زوج‌ها را می‌سازد    | خودش              |                       |                                                                                               |
| ۲۰۰۹ | خوشبختی تصادفی            | خودش              |                       |                                                                                               |
| ۲۰۰۹ | دل می‌گوید آفرین!          | ویرا/ویر          | شاهد کاپور            |                                                                                               |
| ۲۰۱۱ | هیچ‌کس جسیکا را نکشت       | میرا گیتی         |                       | برنده جایزه فیلم فیر برای بهترین بازیگر نقش مکمل زن                                           |
| ۲۰۱۲ | آییا                      | میناکشی دشپاندی   | پریتویراج سوکوماران   |                                                                                               |
| ۲۰۱۲ | تلاش                      | روشنی شکهاوارات   | عامر خان              | نامزد جایزه فیلم فیر برای بهترین بازیگر نقش مکمل زن                                           |
| ۲۰۱۳ | فیلم ناطق بمبئی           | گایاتری           |                       |                                                                                               |
| ۲۰۱۴ | مردانگی                   | شیوانی شیواجی روی |                       | نامزد جایزه فیلم فیر برای بهترین بازیگر زن                                                    |
| ۲۰۱۸ | سکسکه                     | نینا ماتور        |                       | نامزد جایزه فیلم فیر برای بهترین بازیگر زن                                                    |
| ۲۰۱۹ | مردانگی ۲                 | شیوانی شیواجی روی |                       | نامزد جایزه فیلم فیر برای بهترین بازیگر زن                                                    |
| ۲۰۲۱ | بانتی و بابلی ۲           | بابلی             | سیف علی خان           |                                                                                               |
| ۲۰۲۳ | خانم چاترجی علیه نروژ     | خانم چارترجی      |                       |                                                                                               |